# Bligny-le-Sec
 Bligny-le-Sec  es una población y comuna francesa, en la región de Borgoña, departamento de Côte-d'Or, en el distrito de Dijon y cantón de Saint-Seine-l'Abbaye.

## Demografía
| 182 | 163 | 140 | 131 | 110 | 127 |
| Para los censos de 1962 a 1999 la población legal corresponde a la población sin duplicidades (Fuente: INSEE [Consultar]) |     |     |     |     |     |